# Giovan Battista Bolognini
Giovan Battista Bolognini (Bologna, 28 agosto 1612 – Bologna, 2 novembre 1688) è stato un pittore e incisore italiano.

## Biografia
Fu allievo di Guido Reni, di cui tradusse numerosi quadri in incisioni all'acquaforte.
Fu in rapporto con i duchi di Mantova e Guastalla e con l'inquisitore di Bologna: nelle chiese di Bologna si conservano numerosi suoi dipinti come Sant'Ubaldo e San Bernardo da Mantova (in San Giovanni in Monte), Crocifissione e santi (in Santa Maria dei Servi), la Vergine e i santi Carlo e Ambrogio (in San Carlo), San Paolo davanti a Cesare (in San Paolo); Prometeo incatenato (palazzo Angelelli). Statua del Torrente Crostolo, parco della Villa Ducale di Rivalta.
Si discostò presto dal rigoroso classicismo carraccesco e si avvicinò ai modi di Simone Cantarini. Dalla sua tarda produzione si evincono i suoi legami con Antoon van Dyck e la cultura barocca. Tra le sue opere tarde, un Baccanale conservato al museo Davia Bargellini.
Fu direttore dell'Accademia degli Ottenebrati. Fu zio e maestro del pittore Giacomo Bolognini.